# Museum van de Tweede Wereldoorlog
Het Museum van de Tweede Wereldoorlog (Pools: Muzeum II Wojny Światowej) is een museum in het Poolse Gdańsk.  Het museum toont tanks, voorwerpen, foto's en documenten die te maken hebben met de Tweede Wereldoorlog.

## Geschiedenis
De oprichting van het museum gebeurde in 2008 onder Donald Tusk; er ontstond politieke controverse toen de daaropvolgende PiS-regering de oorspronkelijke tentoonstelling aanpaste om meer de nadruk te leggen op etnische Polen als oorlogsslachtoffers. De bouw van het museum begon in 2012 naar een ontwerp van architectenbureau Kwadrat. De tentoonstelling zelf werd geopend in 2017.
In 2020 wonnen de oorspronkelijke bedenkers van de tentoonstelling hierover een rechtszaak.